# Dubovka (Tula)
|  | Per a altres significats, vegeu «Dubovka». |

Dubovka (en rus: Дубовка) és un poble (un possiólok) de l'óblast de Tula, a Rússia, segons el cens del 2013 tenia 8.932 habitants.